# Number Our Days
Number Our Days é um filme-documentário em curta-metragem estadunidense de 1976 dirigido e escrito por Lynne Littman. Venceu o Oscar de melhor documentário de curta-metragem na edição de 1977.